# Bistum Fukuoka
Das Bistum Fukuoka (lat.: Dioecesis Fukuokaensis, jap. カトリック福岡教区, katorikku Fukuoka kyōku) ist eine in Japan gelegene römisch-katholische Diözese mit Sitz in der Stadt Fukuoka.

## Geschichte
Papst Pius XI. gründete am 16. Juli 1927 mit der Apostolischen Konstitution Catholicae Fidei das Bistum Fukuoka und beauftragte die Pariser Mission mit der Seelsorge. Das Gebiet der neuen Diözese bestand aus den Präfekturen Fukuoka, Saga, Kumamoto, Oita und Miyazaki, die bis dahin zum Bistum Nagasaki gehört hatten.
Schon am 27. März 1928 wurden die Präfekturen Oita und Miyazaki vom Bistum Fukuoka abgetrennt und daraus die Mission sui iuris Miyazaki gegründet.

## Territorium
Das Bistum Fukuoka umfasst die Präfekturen Fukuoka, Saga und Kumamoto im Nordwesten der Insel Kyūshū.

## Bischöfe von Fukuoka
- Fernand-Jean-Joseph Thiry MEP (14. Juli 1927 – 10. Mai 1930)
- Albert Henri Charles Breton MEP (9. Juni 1931 – 16. Januar 1941)
- Dominic Senyemon Fukahori (9. März 1944 – 15. November 1969)
- Peter Saburō Hirata PSS (15. November 1969 – 6. Oktober 1990)
- Joseph Hisajirō Matsunaga (6. Oktober 1990 – 2. Juni 2006)
- Dominic Ryōji Miyahara (19. März 2008 – 27. April 2019)
- Josep Maria Abella Batlle CMF (seit 14. April 2020)